# ميغيل أنخيل غونزاليس (لاعب كرة قدم)
ميغيل أنخيل غونزاليس (بالإسبانية: Miguel Ángel González)‏ (10 أغسطس 1983 في الأرجنتين - ) هو لاعب كرة قدم أرجنتيني في مركز الوسط. لعب مع أتلتيكو أتلانتا وجيمناسيا لابلاتا وفيرو كاريل أويستي وكولو-كولو ونادي أوهيجينس ونادي سلاغور وأتليتكو بلاتينسي ‏ وHuracán de Tres Arroyos ‏ وClub Atlético General Lamadrid ‏ واتحاد سان فيليبي ‏ وRacing de Olavarría ‏ وسبورتيفو إيطاليانو ‏.

## وصلات خارجية
- ميغيل أنخيل غونزاليس على موقع قاعدة بيانات كرة القدم.إي يو (الإنجليزية)
- ميغيل أنخيل غونزاليس على موقع Soccerway.com (الإنجليزية)